# Cloudflare

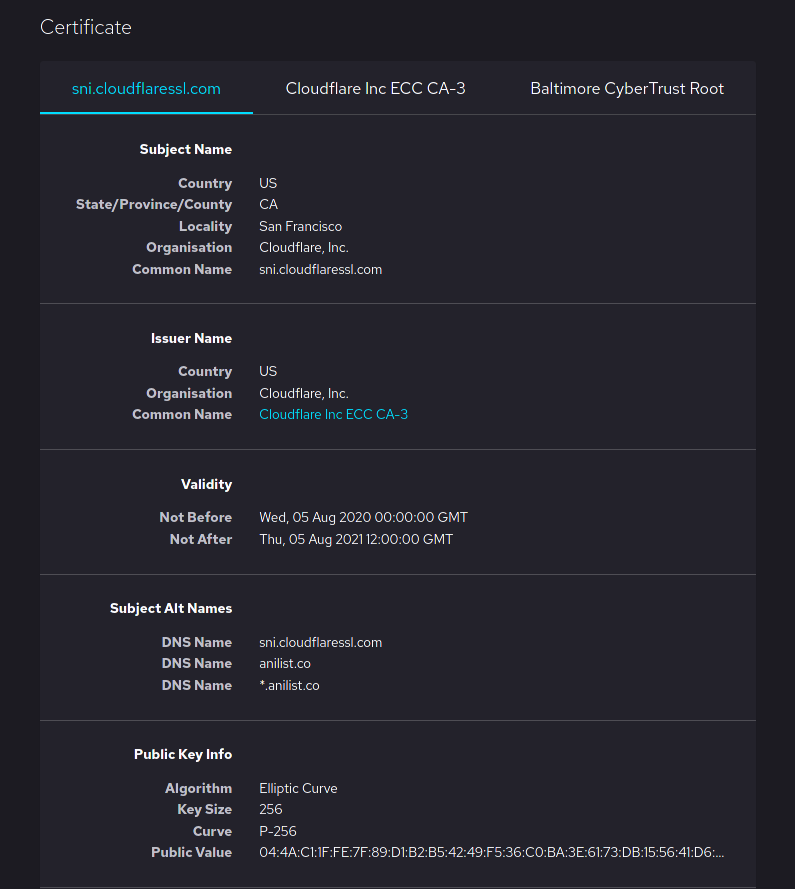
Cloudflareが発行するEV証明書の例。画像はFirefoxで表示したもの。

Cloudflare, Inc.（クラウドフレア）は、コンテンツデリバリネットワーク（CDN）やインターネットセキュリティサービス、DDoS防御、分散型ドメイン名サーバシステムを提供するアメリカ合衆国の企業で、同社が提供するCDNは閲覧者とホスティングプロバイダー間でリバースプロキシとして動作する。DNSの変更でウェブサイトやモバイルアプリケーションに対応するネットワークの保護、速度向上や改善を実現している。本社はアメリカ合衆国カリフォルニア州サンフランシスコにあり、オフィスを米国（オースティン、シャンペーン、ニューヨーク、サンノゼ、シアトル、ワシントンD.C.）、トロント、リスボン、ミュンヘン、パリ、北京、シンガポール、シドニー、東京に持つ。

## 歴史
Cloudflareは、プロジェクト・ハニーポットでともに活動していたマシュー・プリンス、リー・ホロウェイ、ミチェル・ザトリンにより2009年に設立された。2010年9月に開催されたTechCrunch DisruptカンファレンスでサービスとしてのCloudflareがスタートし、2011年6月にLulzSecのWebサイトにセキュリティソリューションを提供したことによりメディアの注目を集めた。2012年6月には、HostPapaをはじめとする複数のWebホスティングプロバイダーとパートナー契約を結び、Railgunテクノロジーが実装された。2014年2月、当時としては史上最大のDDoS攻撃を軽減することに成功した。攻撃対象となった顧客名は明かされていないが、規模は最大で毎秒400ギガビットにのぼった。2014年11月には別の大規模DDoS攻撃を報告。攻撃対象は独立系メディアサイトで、攻撃の規模は毎秒500ギガビットにのぼった。

## 資金調達
2009年11月、CloudflareはシリーズAラウンドで、Pelion Venture PartnersとVenrockから210万ドルを調達した。2011年7月のシリーズBラウンドでは、New Enterprise Associates、Pelion Venture Partners、Venrockから2,000万ドルを調達。2012年12月のシリーズCラウンドでは、New Enterprise Associates、Pelion Venture Partners、Venrock、Union Square Ventures、Greenspring Associatesから5,000万ドルを調達した。2014年12月、Fidelity Investmentsが主導し、Google Capital、Microsoft、Qualcomm、Baiduが参加したシリーズDラウンドでは、1億1,000万ドルの調達に成功した。

## M&A
2014年6月、Webユーザー向けセキュリティサービスの拡張のため、ライアン・ラッキーが設立したCryptoSealを買収した。2014年2月、マルウェア検出、自動マルウェア削除、会社の評判やブラックリストのモニタリングといったサービスを提供するStopTheHackerを買収。2016年12月、Cloudflareのアプリプラットフォームをアップグレードし、Cloudflareを実装しているサイトでサードパーティアプリをドラッグアンドドロップによりインストールできるようにするため、Eagerを買収した。　2020年1月、元Microsoft（マイクロソフト）の役員たちが作ったブラウザー隔離サービスのS2 Systemsを買収したことを発表した。

## サービス

### DDoS攻撃対策
Cloudflareは、すべての顧客を対象に「アンダーアタックモード」の設定を提供する。同社によると、この設定では「JavaScriptチャレンジ」と呼ばれる、JavaScript計算課題を提示し、課題が解けたらWebサイトにアクセスできるようにすることで、レイヤー7に対する高度な攻撃を軽減できる。Cloudflareは毎秒300ギガビットを超えるDDoS攻撃からSpamhausを防御。Akamaiのチーフアーキテクトによれば、これは「公表されているDDoS攻撃のうち、インターネット史上最大の攻撃」であったという。また、NTPリフレクション攻撃による、ピーク時で毎秒400ギガビットを超える攻撃も、何度となく緩和している。Webアプリケーションファイアウォール有料プランを利用する顧客は全員、Webアプリケーションファイアウォールサービスを利用できる。このファイアウォールでは、OWASP ModSecurity Core Rule SetとCloudflare独自のルールセット、人気Webアプリケーションのルールセットが併用されている。

### DNS
Cloudflareは、エニーキャストネットワークを備えるすべてのクライアントに、ドメインネームサーバー（DNS）を無料で提供する。W3cookによれば、CloudflareのDNSサービスは現在、マネージドDNSドメインの35%以上を占める。SolveDNSによれば、CloudflareのDNS検索速度は常に世界最高クラスであり、2016年4月には8.66ミリ秒を記録している。

#### 1.1.1.1
2018年4月1日、1.1.1.1（1.0.0.1）のサービスを開始した。これは無料のDNSサービスである。アクセスログを保管せず（ノーログポリシー）、DNS over HTTPSやDNS over TLSなどに対応することでセキュリティやプライバシーを高めたサービスとして登場。2020年4月１日、一般向けに「1.1.1.1 for Families」をリリースした。「1.1.1.1 for Families」はDNSのレベルでアダルトコンテンツやマルウェアをブロックすることで、安全にインターネットを使えるようにすることが目的。

### リバースプロキシ
Cloudflareの主な機能は、Webトラフィックのリバースプロキシとしての機能である。SPDYやHTTP/2やHTTP/3やQUICといった新しいWebプロトコルに対応し、さらにHTTP/2サーバープッシュへのサポートも提供する。また、CloudflareはWebSocketプロキシにも対応している。

### コンテンツ配信ネットワーク
Cloudflareのネットワークは、世界中のあらゆるネットワークのインターネットエクスチェンジポイントに対し、接続の数が最も多い。Cloudflareはエッジロケーションにコンテンツをキャッシュしてコンテンツ配信ネットワーク（CDN）として機能させる。Cloudflareから直接配信されキャッシュに保存されコンテンツを使い、すべての要求に対してCloudflareによるリバースプロキシを実行する。

### レジストラ
レジストラサービスを2018年9月から行なっている。Cloudflareが提供する他のサービス同様、プライバシー保護やセキュリティ機能が充実している。

### メールセキュリティ
2021年9月27日発表。カスタムメールアドレスの作成や受信メールルーティングの管理、送信メールのメールスプーフィングやフィッシングの防止を提供する。

#### Cloudflare Email Routing
メールルーティングツール。メールホスティングサービスを選ばず、任意のものに対して提供される。

#### Email Security DNS Wizard
Sender Policy Framework（SPF）やDomainKeys Identified Mail（DKIM）にて、フィッシングやスパムからの防御を提供する。

## 顧客
Uber、OkCupid、IBM、Hubspot、Fitbitといった人気サイトをはじめとする2,700万のWebサイトにDNS、CDN、DDoS、WAF、Bot managementサービスを提供している。

## 日本法人
2020年7月に日本法人のCloudflare Japan株式会社を開設、オフィスは東京都千代田区に所在する。

## 評価
2015年2月、TechCrunchが開催する第8回Crunchies賞で「Best Enterprise Startup」（最優秀スタートアップ賞）を受賞。 2年間ウォール・ストリート・ジャーナル紙の「Most Innovative Network & Internet Technology Company」（最も革新的なネットワーク企業・IT企業）に選ばれた。 2012年、世界経済フォーラムの「テクノロジー・パイオニア」の1社に選出。 Fast Companyが選ぶ世界の最も革新的な企業10社にランクイン。 2016年、フォーブス誌の「Cloud 100」（クラウド上のビッグデータを活用する企業世界ベスト100）で11位にランクイン。
メールアドレス一つで無料での登録が可能で、AkamaiやAWSなどの他の大手CDNサービスと異なり本人確認が不要なことや違法サイトへの対策が緩い事から、ヒズボラやターリバーンのようなテロ組織、「漫画村」のような海賊版サイトもこぞってCloudflareのCDNサービスを利用している。このため権利者から度々訴訟を起こされている。日本では2018年8月には講談社・集英社・小学館・KADOKAWAの出版大手4社が海賊版サイトへのCDNサービス停止を求めて裁判を起こしており、2019年6月に著作権侵害が行われていると裁判所が判断した場合には国内サーバーでのキャッシュを停止する事を条件とした和解が成立している。
しかしその2年後の2022年1月には、国内サーバーでのキャッシュの停止などを再三求めても「必要な措置を取った」と回答するだけで依然としてCloudflareが利用されるなど、海賊版対策に非協力的であったとして前述の大手出版4社から損害賠償を求め提訴されている。前述の和解条件であるキャッシュの停止には事前の警告と裁判所の処分命令が必要であり、仮にキャッシュを停止されてもドメインを変更するだけで海賊版サイトはすぐに復活していた。一例では警告を受ける度にドメインとホスティング事業者を転々とした後、裁判所の命令が下りキャッシュ停止処分となったわずか10時間で別のドメインを使いCloudflareによるサービスが再開されていた。
他の大手CDNでは契約時に支払い情報やSMSで本人確認をしているほか、Akamaiでは違法なコンテンツの申告があった場合は一度コンテンツを削除し後から削除申請の正当性を確認しているが、Cloudflareは一貫して裁判所による命令を要求しており、処分までに時間がかかる上に日本の裁判ではドメインでウェブサイトを特定しているため、前述の通りドメインを変更されるだけで処分が事実上無効となっていた。出版社や文化庁は対応を要求しているが、Cloudflare側は応じていない。